# Scapy
Scapy是一种用于计算机网络的数据包处理工具，由Philippe Biondi用Python编写。它可以伪造或解码数据包，通过网络发送它们，捕获它们，并匹配请求和响应。它还可以用于处理扫描、跟踪路由、探测、单元测试、攻击和网络发现等任务。
Scapy为libpcap（Windows上是WinPCap/Npcap）提供了一个Python接口，与Wireshark提供视图和捕获GUI的方式类似。它可以与许多其他程序接口来提供可视化，包括用于解码数据包的Wireshark、用于提供图形的GnuPlot、用于可视化的graphviz或VPython等。
Scapy自2018年起开始支持Python 3（Scapy 2.4.0+）。
Kamene（页面存档备份，存于）是Scapy的一个独立分支。最初，创建它的目的是向Scapy添加Python 3的支持，并将其命名为scapy3k。自2018年更名为Kamene，继续独立发展。